# Thanatephorus cucumeris
Thanatephorus cucumeris är en svampart som först beskrevs av Albert Bernhard Frank, och fick sitt nu gällande namn av Donk 1956. Lackskorv ingår i släktet Thanatephorus och familjen Ceratobasidiaceae.
Thanatephorus cucumeris förorsakar sjukdomen Lackskorv på potatis. Den yppar sig genom stora brunsvarta ytliga skorpor på potatisknölarna, vilket är svampens vilstadium.  På freesior och gladiolor orsakas lackskorv i stället av bakterieangrepp från bakterien Burkholderia gladioli. I ett imperfekt förstadium (Rhizoctonia solani) Thanatephorus cucumeris i stället filtsjuka, vilket är en gråvit beläggning på plantornas stam, bestående av hyfer.
Arten är reproducerande i Sverige. Inga underarter finns listade i Catalogue of Life.

## Källor

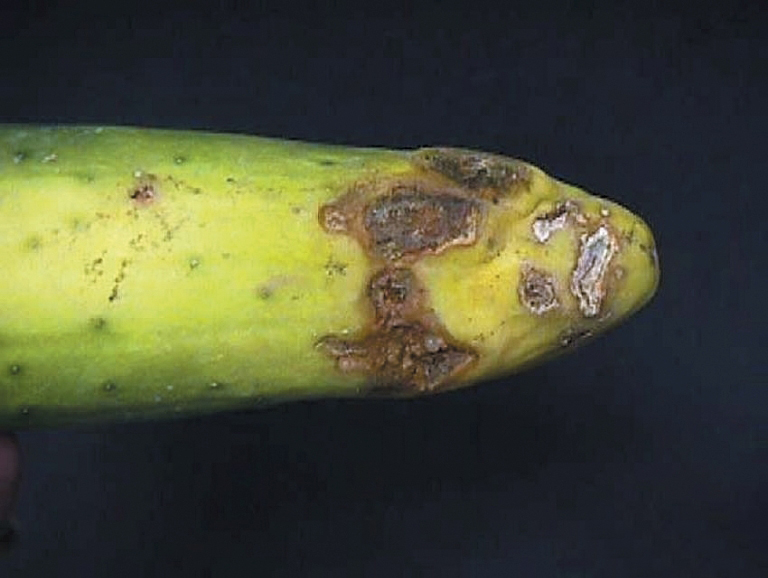
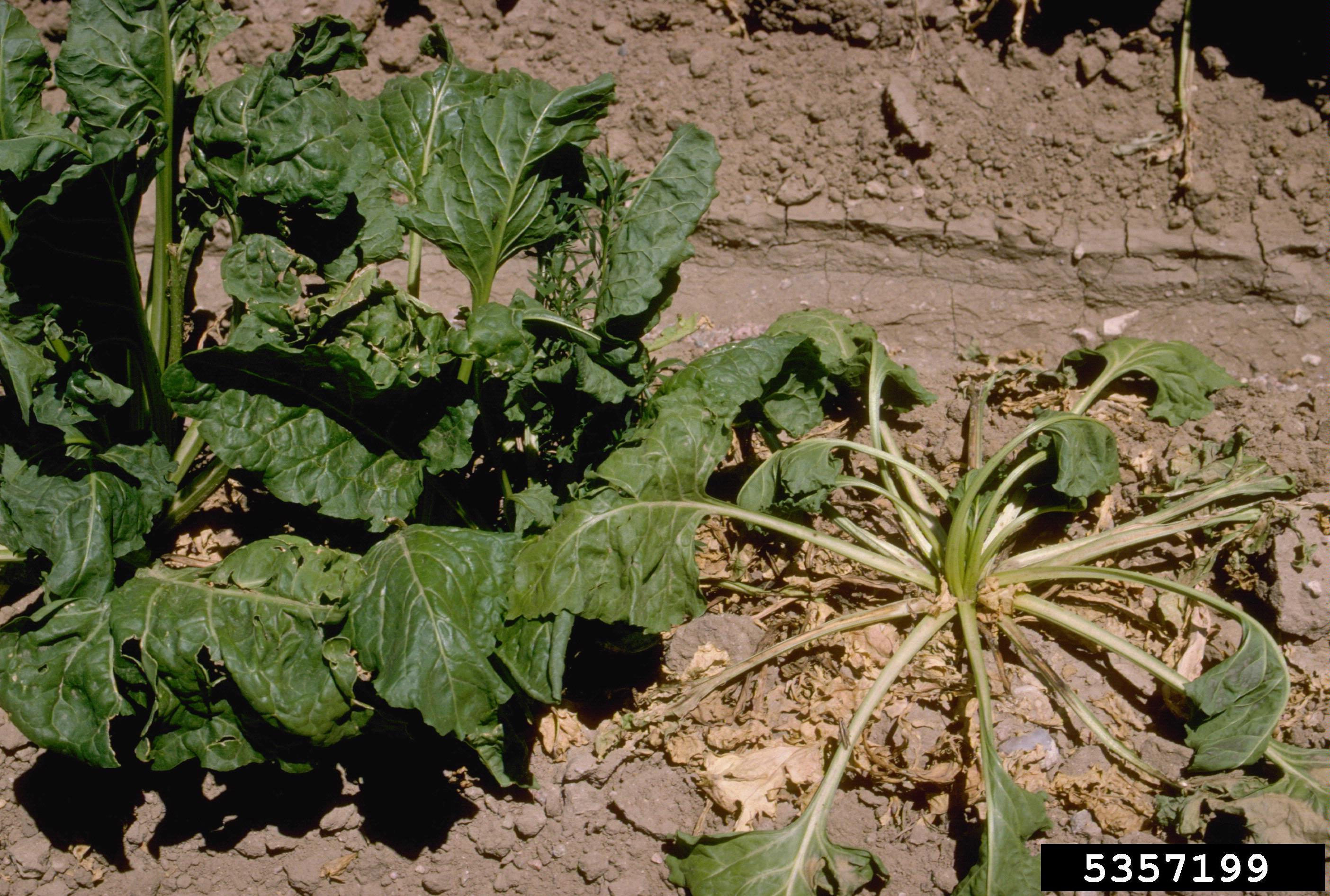
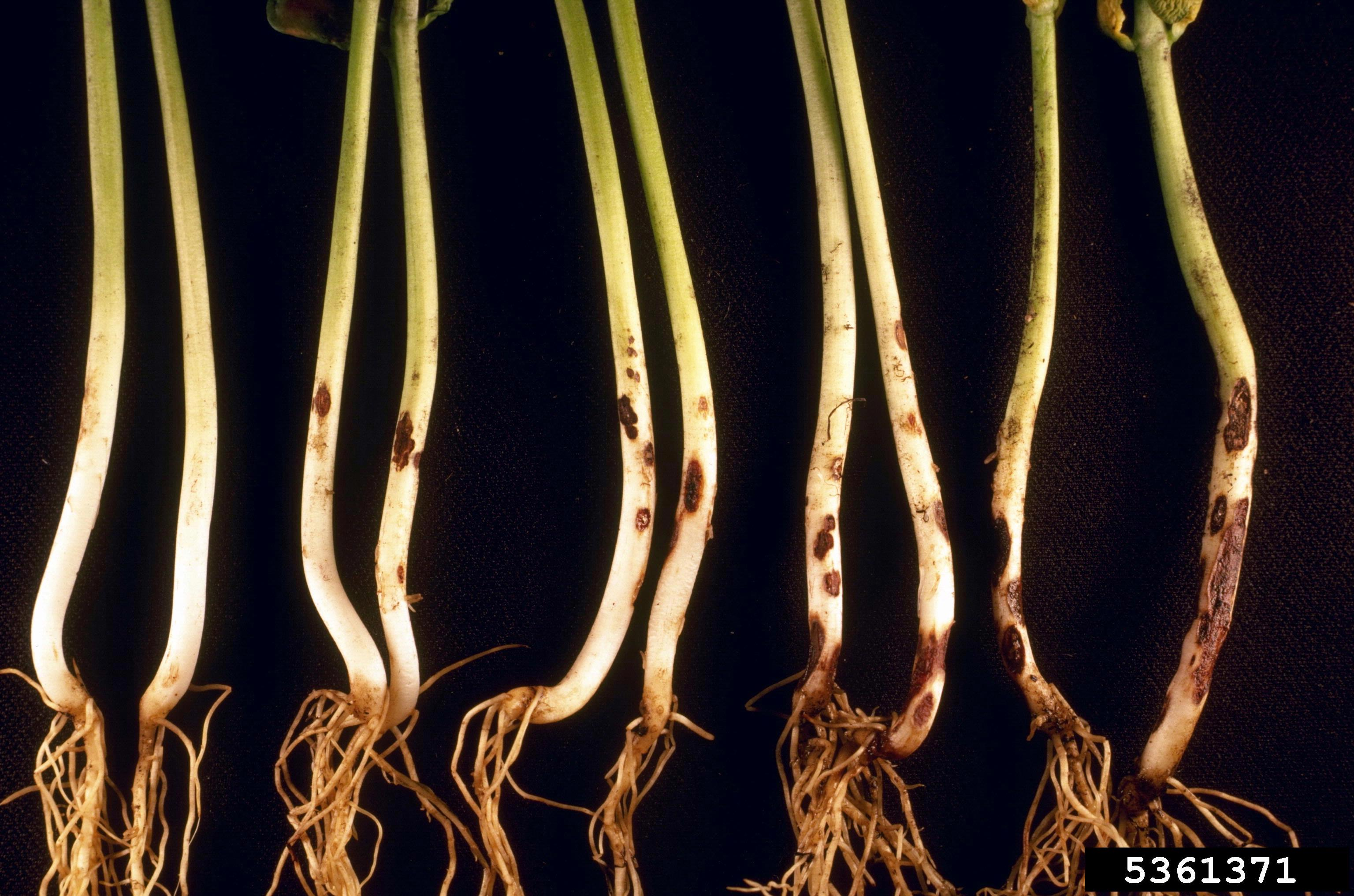
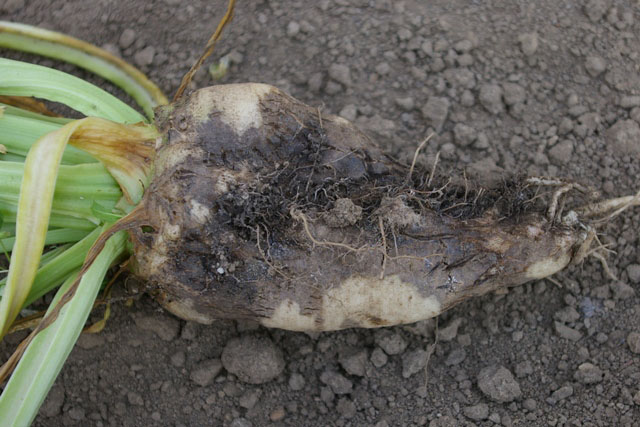